# 格里·康诺利
傑拉德·愛德華·「格里」·康诺利（英語：Gerald Edward "Gerry" Connolly，1950年3月30日—2025年5月21日）是一位美国政治人物，民主党人，2009年至2025年担任美国众议院維珍尼亞州第十一國會選區议员。